# 第一代馬戛爾尼伯爵喬治·馬戛爾尼
乔治·馬戛爾尼，第一代馬戛爾尼伯爵，或作馬嘎爾尼，KB，PC(Ire)（英語：Privy Council of Ireland，1737年5月14日—1806年5月31日），英国政治人物、外交官。

## 早年生平
马戛尔尼出身于一个苏格兰贵族家庭，在爱尔兰出生。1759年，他毕业于都柏林三一学院，之后进入伦敦律師學院进修，师从荷兰伯爵亨利·福克斯。1764年，他被任命为全权特使，赴俄国与叶卡捷琳娜二世商谈结盟事宜。之后他进入英国议会。1769年，他返回爱尔兰出任爱尔兰议会议员，并出任爱尔兰事务大臣。1772年，在他辞职之后，被封为骑士。1775年，他出任加勒比群岛总督，1776年獲封为“马戛尔尼男爵”，属愛爾蘭貴族。1780年，出任印度马德拉斯总督，驻今昌奈。1786年，他拒绝出任印度总督，返回英国。1792年，他獲加封为“马戛尔尼伯爵”。

## 出使中国
1793年，英王喬治三世以祝壽為由，派遣馬戛爾尼為正使，率領使團到訪清朝覲見乾隆皇帝，實則要求中國允許英國派駐公使。但乾隆帝以「不合體制」為由，所請事項一律不准。

## 晚年经历
1795年，马戛尔尼作为密使出访撒丁王国，商谈反法同盟事宜，之后他再次封为「马戛尔尼男爵」，不过这次是作为聯合王國貴族受封。1796年底，他獲任命为好望角总督，统治新获得的开普殖民地。1798年11月，他因健康原因辞职。1806年逝世。

## 著作
- 《一七九三乾隆英使觐见记》，有刘半农的中文译本。[2]
- 《马戛尔尼使团使华观感》，有何高济、何毓宁的中文译本。[3]

## 其他
其后裔简·马戛尔尼（Jane Macartney，中文名马珍）於2008年5月開始為《泰晤士報》駐北京特派記者，汶川大地震之際做了許多相關報道。

## 研究書目
- Cranmer-Byng, J. L. "Lord Macartney’s Embassy to Peking in 1793." Journal of Oriental Studies. Vol. 4, Nos. 1,2 (1957-58): 117-187.
- Hevia, James Louis. (1995). Cherishing Men from Afar: Qing Guest Ritual and the Macartney Embassy of 1793. Durham: Duke University Press.
  - 中文版：何伟亚. . 北京: 社会科学文献出版社. 2002 （中文（中国大陆））.

## 外部連結
- 黃一農：〈印象與真相──清朝中英兩國的覲禮之爭〉。
- 黃一農：〈龍與獅對望的世界：以馬戛爾尼使團訪華後的出版物為例〉。
- 王宏志：〈馬戛爾尼使華的翻譯問題 （页面存档备份，存于）〉。
- 葉曉青：〈《四海昇平》──乾隆為瑪噶爾尼而編的朝貢戲 （页面存档备份，存于）〉。